# Campeonato Amazonense de Futebol Feminino de 2017
O Campeonato Amazonense de Futebol Feminino de 2017 foi organizado pela Federação Amazonense de Futebol. O torneio deu ao melhor colocado, tirando o Iranduba, vaga na Série A2 do Campeonato Brasileiro.

## Regulamento
A primeira fase foi disputada por 5 (cinco) equipes alocadas no mesmo grupo e disputando entre si no sistema de turno único. As quatro equipes melhores colocadas avançaram às semifinais, que foram disputadas em jogos de ida e volta, com vantagem do empate para as equipes de melhor campanha. Na final, disputada em dois jogos, a vantagem do empate também foi da equipe de melhor campanha.

### Critérios de desempate
Estes serão os critérios de desempate aplicados:
1. Maior número de vitórias na fase
2. Melhor saldo de gols na fase
3. Maior número de gols pró na fase
4. Confronto direto (entre os clubes empatados)
5. Sorteio na sede da Federação, em dia e horário a serem determinados

## Participantes
| Equipe         | Cidade      | Em 2016      | Títulos (último) |
| Iranduba       | Iranduba    | 1º           | 6 (2016)         |
| Penarol        | Itacoatiara | não disputou | 0                |
| 3B da Amazônia | Manaus      | não disputou | 0                |
| São Raimundo   | Manaus      | não disputou | 1 (2010)         |
| Rio Negro      | Manaus      | não disputou | 1 (2007)         |

## Primeira Fase
| Pos | Equipe         | PG | J | V | E | D | GP | GS | SG  | Classificação                    |
| --- | -------------- | -- | - | - | - | - | -- | -- | --- | -------------------------------- |
| 1   | Iranduba       | 9  | 4 | 3 | 0 | 1 | 32 | 3  | +29 | Classificados para às semifinais |
| 2   | Penarol        | 7  | 4 | 2 | 1 | 1 | 21 | 4  | +17 | Classificados para às semifinais |
| 3   | 3B da Amazônia | 4* | 4 | 3 | 1 | 0 | 41 | 1  | +40 | Classificados para às semifinais |
| 4   | São Raimundo   | 3  | 4 | 1 | 0 | 3 | 1  | 60 | -59 | Classificados para às semifinais |
| 5   | Rio Negro      | 0  | 4 | 0 | 0 | 4 | 1  | 27 | -26 |                                  |

- O 3B da Amazônia foi punido com a perda de 6 pontos por escalação de jogadoras em situação irregular na quarta rodada contra o São Raimundo.[1]

#### Primeira rodada
| 23 de Setembro | São Raimundo | 0 – 14 | Penarol | Arena da Amazônia |
|                |              |        |         |                   |

| 23 de Setembro | Iranduba | 0 – 1 | 3B da Amazônia | Arena da Amazônia |
|                |          |       |                |                   |

#### Segunda rodada
| 30 de Setembro | Penarol | 1 – 1 | 3B da Amazônia | Floro de Mendonça |
|                |         |       |                |                   |

| 30 de Setembro | Rio Negro | 0 – 1 | São Raimundo | Ismael Benigno |
|                |           |       |              |                |

#### Terceira rodada
| 7 de Outubro | Penarol | 5 – 0 | Rio Negro | Floro de Mendonça |
|              |         |       |           |                   |

| 7 de Outubro | São Raimundo | 0 – 18 | Iranduba | Ismael Benigno |
|              |              |        |          |                |

#### Quarta rodada
| 11 de Outubro | Rio Negro | 1 – 11 | Iranduba | Carlos Zamith |
|               |           |        |          |               |

| 12 de Outubro | 3B da Amazônia | 29 – 0 | São Raimundo | CT do 3B |
|               |                |        |              |          |

#### Quinta rodada
| 14 de Outubro | 3B da Amazônia | 10 – 0 | Rio Negro | CT do 3B |
|               |                |        |           |          |

| 14 de Outubro | Iranduba | 3 – 1 | Penarol | Ismael Benigno |
|               |          |       |         |                |

## Fase Final
Semifinais
Ida
| 28 de Outubro | 3B da Amazônia | 2 – 1 | Penarol | Carlos Zamith |
|               |                |       |         |               |

| 30 de Outubro | São Raimundo | 0 – 7 | Iranduba | Carlos Zamith |
|               |              |       |          |               |

Volta
| 1 de Novembro | Penarol | 0 – 3 | 3B da Amazônia | Floro de Mendonça |
|               |         |       |                |                   |

| 1 de Novembro | Iranduba | 12 – 0 | São Raimundo | Carlos Zamith |
|               |          |        |              |               |

Final
| 4 de Novembro | 3B da Amazônia | 2 – 2 | Iranduba | Ismael Benigno |
|               |                |       |          |                |

| 11 de Novembro | Iranduba | 1 – 1 | 3B da Amazônia | Arena da Amazônia |
|                |          |       |                |                   |

## Premiação
| Campeonato Amazonense de Futebol Feminino 2017 |
| ---------------------------------------------- |
| Iranduba Campeão (7º título)                   |